# Ярослав Глебович
Ярослав Глебович (ум. после 1199) — удельный князь рязанский, младший из шестерых сыновей рязанского князя Глеба Ростиславича от брака с Евфросиньей, дочерью переяславского князя Ростислава Юрьевича.

## Биография
Впервые упоминается в 1187 г. в связи с попыткой епископа Черниговского Порфирия примирить рязанских Глебовичей с великим князем владимирским Всеволодом Большое Гнездо:
«Князь же великы, послушав молениа их, и посла его с миром к Рязаню, приставя к нему мужей своих и Черниговъскых князей, мужи Святославли, Ярославли, Всеволодичев, Олгавых внучат, с ним же отпусти в Рязань, иже изъимани были у Всеволода. Епископ же пришед в Рязань к Игорю и к Роману, Володимеру и Святославу и Ростиславу, и утаився всех мужей и послов великого князя Всеволожих, и шед ко князем инако речь извороча, не с чем послан бе, не яко святитель, но яко пере-ветник и ложь, и тако изнес злые ты речи, и исполнися свара и бесчестна, отъиде иным путём Чернигову».
Согласно «Истории Российской» Татищева В. Н., в 1198 году «Ярослав, князь резанский, по согласию с братиями просили великого князя Рюрика и митрополита, дабы область Резанскую от епархии черниговские отделить и поставить в Резань особаго епископа. И как князь великий соизволил, избрали игумена Арсениа и послали к митрополиту Иоанну. Его же митрополит поставил септемвриа 26-го дня». В действительности митрополита Иоанна в этот период в Киеве неизвестно, а отделение рязанской епархии от черниговской, вероятно, произошло при митрополите Никифоре II в рамках усиления Всеволодом Большое Гнездо своего влияния в Рязанском княжестве и исключения в нём влияния черниговских князей.

## Семья
Отец: Глеб Ростиславич (ум. 1178) — князь рязанский (1145—1177 с перерывами).
Мать: Евфросинья Ростиславна (ум. 1179) — дочь Ростислава Юрьевича.
Братья и сёстры:
- Андрей? (ум. до 1186) — упомянут единственный раз перед Романом Глебовичем в летописном известии 1184 года, хотя Роман был рязанским князем с 1178 до 1207 года.
- Роман (ум. 1216) — Великий князь рязанский (1180—1207).
- Игорь (ум. 1195) — удельный рязанский князь.
- Феодосья — замужем за Мстиславом Храбрым[4]
- Владимир (ум. после 1186) — князь пронский (1180—до 1186).
- Всеволод (ум. 1207) — князь пронский (до 1186, 1188—1207) и коломенский (1186—1188).
- Святослав (ум. после 1207) — удельный пронский князь.

Жена (с 1199): Всеслава — дочь великого князя киевского Рюрика Ростиславича
Дочь: Всеслава.